# Aeropuerto de Hévíz-Balaton
El Aeropuerto de Hévíz-Balaton (IATA: SOB, OACI: LHSM) (en húngaro: Sármellék Nemzetközi Repülőtér), anteriormente también conocido como Aeropuerto Internacional de Sármellék, es un aeropuerto internacional de Hungría, situado al oeste del Lago Balatón, a 1 kilómetro (0,6 millas) al sursudoeste de la aldea de Sármellék, en el condado de Zala y Keszthely. 
Su importancia se debe a la proximidad del Lago Balatón, el centro turístico más importante de Hungría, y del balneario de Hévíz y Zalakaros.

## Historia
Un aeropuerto militar ya se encontraba aquí en la década de 1940. Se abrió en 1950 y funcionó como un aeropuerto militar de Hungría hasta 1960, y como na base militar soviética entre 1960 y el otoño de 1990. Las pistas actuales se construyeron en 1982.
El aeropuerto Internacional de Sármellék había operado como un aeropuerto público desde 1991 y se convirtió en el segundo aeropuerto internacional del país el 15 de mayo de 2002, después del Aeropuerto Internacional de Budapest-Ferenc Liszt. El aeropuerto es propiedad de los gobiernos locales de Sármellék y Zalavár desde agosto de 2002, operado por un grupo inversor irlandés-húngaro, Cape Clear Aviation Ltd., desde 2004.
En diciembre de 2005, Ryanair anunció tres vuelos regulares semanales desde Londres-Stansted, la ruta ya ha sido cerrada, junto con los vuelos anunciados en octubre de 2006 desde el Aeropuerto de Hahn.
Debido a problemas financieros, el aeropuerto se cerró durante el período de invierno de 2008-09 y cerró indefinidamente el 10 de octubre de 2009. Se volvió a abrir en abril de 2010. En los dos siguientes inviernos estuvo cerrado, pero en los meses de primavera y verano de 2011 y 2012 se volvió a abrir de nuevo. Los vuelos se reanudaron el 14 de abril de 2012.
En 2012, el aeropuerto cambió su nombre, desde abril se conoce como Aeropuerto de Hévíz-Balaton.

## Estadísticas
Ver fuente y consulta Wikidata.
Número de pasajeros desde el año 2004:
| 2004 | 23 000  | –             |
| 2005 | 25 000  | Crecimiento   |
| 2006 | 80 000  | Crecimiento   |
| 2007 | 110 000 | Crecimiento   |
| 2008 | 110 000 | Sin cambios   |
| 2009 | 15 000  | Decrecimiento |
| 2010 | 12 900  | Decrecimiento |
| 2011 | 17 200  | Crecimiento   |
| 2012 | 19 000  | Crecimiento   |
| 2013 | 25 000  | Crecimiento   |